# Călărași (distrito da Romênia)

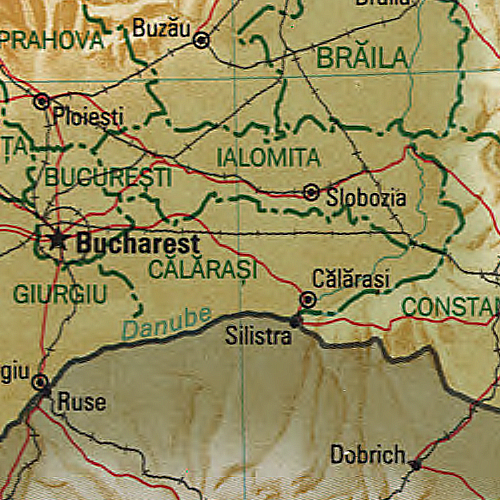
Mapa de Călărași

Călărași é um județ (distrito) da Romênia, na região da Valáquia. Sua capital é a cidade homónima.

## Demografia
Em 2002, o distrito de Călărași possuía 324 617 habitantes e densidade demográfica de 64 hab./km².

### Grupos étnicos
- romenos -  94,1%;[1]
- ciganos - 5,7%
- turcos - 0,1%
- outras minorias.

## Evolução da população
| \| ano \| populações[2] \| \| ---- \| ------------- \| \| 1930 \| 228.165 \| \| 1948 \| 287.722 \| \| 1956 \| 318.573 \| \| 1966 \| 337.261 \| \| 1977 \| 338.807 \| \| 1992 \| 338.804 \| \| 2002 \| 324.617 \| |            |
| ano | populações |
| 1930 | 228.165    |
| 1948 | 287.722    |
| 1956 | 318.573    |
| 1966 | 337.261    |
| 1977 | 338.807    |
| 1992 | 338.804    |
| 2002 | 324.617    |

## Geografia
O distrito possui uma área total de 5 088 km².
A área total do distrito se localiza na parte sul da planície Bărăgan e é cortada por pequenos rios com vales profundos. No lado sul e leste está o vale do rio Danúbio que, no lado leste, se divide em diversos braços, formando ilhas, atualmente drenados. Do lado ocidental, os rios Argeș e Dâmbovița formam um grande vale antes de desaguar no Danúbio.

### Limites
- Constança a leste;
- Ilfov e Giurgiu a oeste;
- Ialomița ao norte;
- Bulgária ao sul - Silistra e Ruse.

## Economia
Agricultura é a principal atividade do distrito, gerando cerca de 3% de toda produção agrícola do país.
Principais indústrias:
- indústria metalúrgica - há uma grande fábrica metalúrgica em Călărași, semelhante a uma outra em Galați;
- indústria alimentícia;
- indústria têxtil;
- materiais de construções.

## Turismo
Os principais destinos turísticos são:
- a cidade de Călărași;
- a cidade de Oltenița;
- pesca no rio Danúbio.

## Divisões administrativas
O distrito possui 2 municípios, 3 cidades e 50 comunas.

### Municípios
- Călărași - capital; população: 73 823 (em 2007)
- Oltenița

### Cidades
- Budești
- Fundulea
- Lehliu Gară

### Comunas
| - Alexandru Odobescu - Belciugatele - Borcea - Căscioarele - Chirnogi - Chiselet - Crivăț - Ciocănești - Curcani - Cuza Vodă | - Dichiseni - Dor Mărunt - Dorobanțu - Dragalina - Dragoș Vodă - Frăsinet - Frumușani - Fundeni - Gălbinași - Grădiștea | - Gurbănești - Ileana - Independența - Jegălia - Lehliu - Luica - Lupșanu - Mănăstirea - Mitreni - Modelu | - Nana - Nicolae Bălcescu - Perișoru - Plătărești - Radovanu - Roseți - Sărulești - Sohatu - Spanțov - Șoldanu | - Ștefan cel Mare - Ștefan Vodă - Tămădău Mare - Ulmeni - Ulmu - Unirea - Valea Argovei - Vasilați - Vâlcelele - Vlad Țepeș |